# Panarchia
Panarchia – system polityczny, w którym istnieją współpokojowo różne formy ustrojowe.
Teoria panarchii zakłada, że ludzie mają rozmaite poglądy i preferencje co do tego, jak się organizować. Każda grupa, zamiast próbować zdobyć władzę w celu narzucenia wszystkim swoich poglądów i upodobań, organizuje się sama i pozwala robić innym to samo. Nawet ludzie dzielący to samo terytorium geograficzne mogą posiadać zdecydowanie odmienne poglądy na organizację społeczeństwa i żyć odmiennie, podobnie jak w społeczeństwach zezwalających na pewną wolność religijną współistnieją różne religie.
Na danym terytorium istniałyby zatem obok siebie obszary zamieszkane przez anarchistów i państwowców. Różnicą pomiędzy anarchistami a państwowcami byłby brak u tych pierwszych najwyższej władzy ustanawiającej reguły, którym wszyscy muszą być posłuszni. wymagałoby to od każdego poszanowania wyborów innych i powstrzymania się od używania przymusu i przemocy. Anarchiści robiliby swoje, a ci, którzy chcieliby dalej dobrowolnie podporządkować się jakiemuś rządowi, też mogliby to robić.